# Hermann Theodor Simon

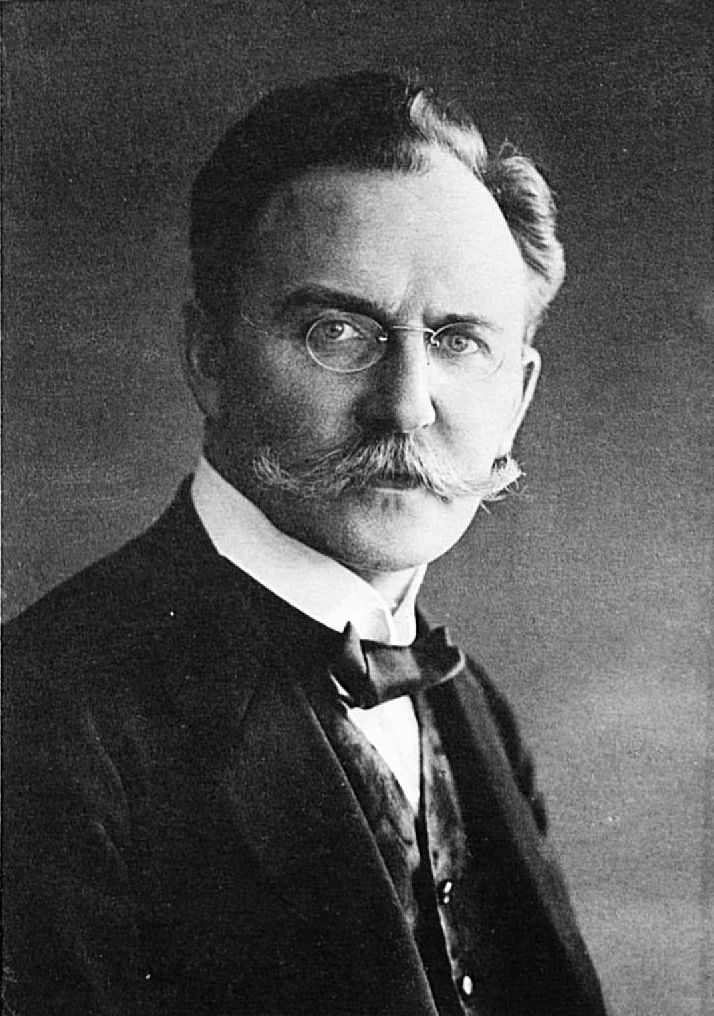
Hermann Theodor Simon; 1910

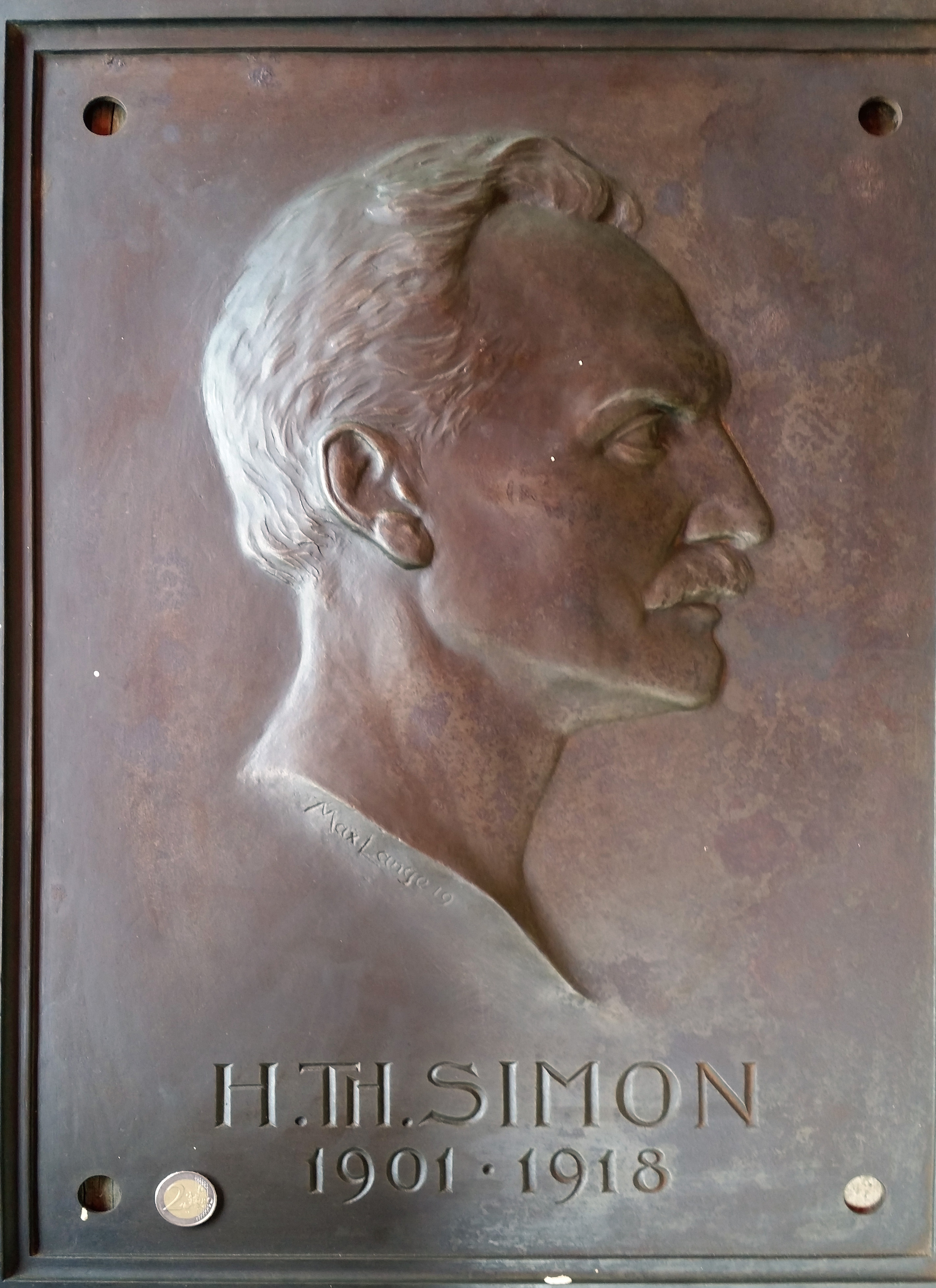
Einseitige Gussplatte (Plakette, Medaille) 430 × 600 mm des Hermann Theodor Simon. Werk Max Langes in der Zeit in Göttingen von 1919. Guss Firma Hermann Gladenbeck

Hermann Theodor Simon (* 1. Januar 1870 in Kirn; † 22. Dezember 1918 in Göttingen) war ein deutscher Physiker.

## Leben
Er studierte in Heidelberg und Berlin bei Heinrich Rubens und August Kundt († Mai 1894), bei dem er 1894 seinen Doktor mit einer Arbeit zur Dispersion von UV-Strahlung erwarb. Er wurde zunächst Assistent von Eilhard Wiedemann in Erlangen und habilitierte 1896.
1897 beobachtete er in Göttingen die Superposition von Wechselströmen über Gleichstrom und erfand 1898 die singende Bogenlampe, eine Art radiophonisches Instrument. (William Duddell hatte seinen singing arc möglicherweise schon 1894 erfunden, aber erst 1900 vorgestellt.) Die Bogenlampe sendet ungedämpfte Schwingungen. Der den Lichtbogen speisende Gleichstrom ersetzt die durch Wärme und Strahlung verlorene Leistung. Im folgenden Jahr entdeckte er, dass der Lichtbogen so empfindlich auf die Schwankungen der ihn umgebenden Luft reagiert, dass er sogar den durch die menschliche Stimme hervorgerufenen kleinen Luftschwingungen folgt und erfolgreich als Mikrofon verwendet werden kann.
1898 holte Eduard Riecke ihn als seinen Assistenten nach Göttingen. Ab Oktober 1899 gaben sie die Physikalische Zeitschrift heraus und Simon übernahm bis 1904 die Redaktion.
1899 erfand er mit Max Reich ein System der Radiotelefonie, bei dem ein Selenempfänger eine sprechende Bogenlampe betätigt.
Ostern 1900 ging er nach Frankfurt am Main als Dozent für Physik beim Physikalischen Verein und Direktor des Physikalischen Instituts. Im Herbst 1901 kehrte er zurück nach Göttingen und wurde a.o. Professor und Direktor der Abteilung für angewandte Elektrizitätslehre (die Theodor des Coudres seit 1895 aufgebaut hatte).
Im Dezember 1905 wurde der Neubau fertiggestellt und die Abteilung in ein eigenes Institut umgewandelt. 1907 wurde er ordentlicher Professor.
Um 1909 regte er die Gründung der Radioelektrischen Versuchsanstalt für Marine und Heer in Göttingen an, die dann von Max Reich aufgebaut wurde.
Nach seinem Tod übernahm Max Reich seine Nachfolge.
Simon war seit Beginn seines Studiums in Heidelberg Angehöriger des Corps Suevia Heidelberg.

## Schriften
- Über Dispersion ultravioletter Strahlen. 1894.
- Über ein neues photographisches Photometrierverfahren und seine Anwendung. 1896.
- Die Firma Carl Simon Söhne 1857 * 1907. 1907.[10]
- Der elektrische Lichtbogen – Experimentalvortrag auf Wunsch des wissenschaftlichen Vereins zu Berlin gehalten am 11. Januar 1911. 1911.
- Leben und Wissenschaft, Wissenschaft und Leben. 1918.